# 歌德獎章
歌德獎章（Goethe Medal）是歌德學院每年頒發一次獎項，表彰「為德語和國際文化關係做出傑出貢獻」的非德裔人士。
歌德獎章是德意志聯邦共和國的官方勳章。原定於3月22日，即歌德逝世紀念日頒發。自2009年起，改為8月28日，即歌德誕辰紀念日頒發。首屆頒獎典禮於1955年舉行。自此，截至2018年，共有來自65個國家的348名男女得獎者獲此殊榮。請勿將歌德獎章與1932年至1944年的歌德藝術與科學獎章（Goethe-Medaille für Kunst und Wissenschaft）和法蘭克福市歌德湖獎章（Goethelakette der Stadt Frankfurt am Main）混淆。

## 外部連結
- 官方网站 （英語和德語）